# Ajub Blijew
Ajub Zubierowicz Blijew (ros. Аюб Зуберович Блиев ;ur. 2 czerwca 1997) – rosyjski judoka.
Brązowy medalista mistrzostw świata w 2025; piąty w 2024. Startował w Pucharze Świata w latach 2018-2020. Wicemistrz Europy w 2025. Pierwszy na mistrzostwach kraju w 2024; drugi w 2021 i 2023; trzeci w 2018 i 2022 roku.